# Jedlanka (powiat radomski)
Jedlanka dawniej też Jedlonka – wieś w Polsce, położona w województwie mazowieckim, w powiecie radomskim, w gminie Jedlińsk. Ma status sołectwa.
W skład sołectwa Jedlanka wchodzą także wsie Czarna Rola i Kępiny.
Prywatna wieś szlachecka, położona była w drugiej połowie XVI wieku w powiecie radomskim województwa sandomierskiego. Do 1870 istniała gmina Jedlanka, jednak jej siedzibą był Jedlińsk. 13 stycznia 1870 przemianowano jednostkę na gminę Jedlińsk.
W latach 1933-1954 wieś należała do jednostki pomocniczej gmin – gromady Jedlanka (w jej skład wchodziły również miejscowości: kolonia
Czarna Rola, dwór Jedlanka, folwark Jedlanka, forwark Kępiny, folwark Klin pod Lipami) w gminie Jedlińsk, a w latach 1954-1972 wchodziła w skład nowo utworzonej gromady Jedlińsk. 1 stycznia 1973 ponownie przyłączono ją do reaktywowanej gminy Jedlińsk.
Nazwa Jedlanka (w 1511 roku jako Iedlanka, potem w obecnej formie) pochodzi od jodły zwanej kiedyś jedłą.
Wierni Kościoła rzymskokatolickiego należą do parafii Świętych Apostołów Piotra i Andrzeja w Jedlińsku.

## Geografia
Jedlanka położona jest w obrębie Wzniesień Południowomazowieckich na Równinie Radomskiej. W miejscowości znajduje się zabytkowy park krajobrazowy wpisany do rejestru WKZ.
| SIMC    | Nazwa       | Rodzaj     |
| ------- | ----------- | ---------- |
| 0624781 | Czarna Rola | przysiółek |
| 0624798 | Kępiny      | przysiółek |

## Demografia
Według Narodowego Spisu Powszechnego 2011 liczba ludności w Jedlance to 1204, z czego 50,1% mieszkańców stanowią kobiety, a 49,9% to mężczyźni. Miejscowość zamieszkuje 8,6% mieszkańców gminy.
62,3% mieszkańców wsi jest w wieku produkcyjnym, 24,3% w wieku przedprodukcyjnym, a 12,5% w wieku poprodukcyjnym.
| Rok             | 1998 | 2002 | 2009 | 2011 |
| Liczba ludności | 924  | 1083 | 1312 | 1204 |